# そよ風の贈りもの
『そよ風の贈りもの』（原題：Whitney Houston）は、アメリカ合衆国の歌手ホイットニー・ヒューストンが1985年に発表した初のスタジオ・アルバム。収録曲のうち「すべてをあなたに」「恋は手さぐり」「グレイテスト・ラヴ・オブ・オール」の3曲がBillboard Hot 100で1位を獲得し、本作はリリースの翌年の1986年にBillboard 200で合計14週にわたって1位を獲得した。

## 背景
ホイットニー・ヒューストンは、1983年にナイトクラブで歌っていた時にアリスタ・レコードの社長クライヴ・デイヴィスに見出され、アリスタとの契約を得た。ただし、デイヴィスはヒューストンをすぐにデビューさせず、「偉大な歌手だけではなく偉大な曲も必要だ」と考えて、優秀なソングライターやプロデューサーを集めることを優先したという。
「ホールド・ミー」はテディ・ペンダーグラスとのデュエットで、ペンダーグラスのアルバム『Love Language』（1984年）にも収録された。この曲は1984年にシングルとしてリリースされ、ヒューストンにとって事実上のデビュー・シングルとなった。
ジャーメイン・ジャクソンが10曲中3曲をプロデュースして、そのうち「やさしくマイ・ハート」と「夢の中のふたり」ではヒューストンとのデュエット・ボーカルも披露した。「やさしくマイ・ハート」は、本作に先行して発表されたジャクソンのアルバム『ダイナマイト』（1984年）にも収録された。
「恋は手さぐり」をプロデュースしたナラダ・マイケル・ウォルデンは、当時アレサ・フランクリンのアルバム『Who's Zoomin' Who?』もプロデュースしており、同アルバムのためのレコーディング・セッションで「恋は手さぐり」のバッキング・トラックも制作した。なお、ウォルデンはヒューストンの次作『ホイットニーII〜すてきなSomebody』（1987年）において11曲中7曲をプロデュースすることとなる。
「グレイテスト・ラヴ・オブ・オール」は、映画『アリ/ザ・グレーテスト』（1977年公開）のサウンドトラックのためにマイケル・マッサーとリンダ・クリードが共作し、ジョージ・ベンソンが録音してシングル・ヒットした曲のカヴァー。そして、作曲者のマッサーはヒューストンによる「グレイテスト・ラヴ・オブ・オール」に惹かれたことから、同じく自分が作曲した「すべてをあなたに」を提供するが、ヒューストンの母シシー・ヒューストンは、娘に不倫の歌を歌わせることに反対したという。

## リリース
アメリカ盤は「そよ風の贈りもの」で始まり「ホールド・ミー」で終わる構成だが、ヨーロッパ盤LPはA面/B面が逆で「恋は手さぐり」から始まっていた。また、日本盤LP(25RS-246)はジャケットがアメリカやヨーロッパ盤と異なり、曲順は「恋は手さぐり」から始まる形で発売され、後の再発CDでも同様であった。ただし、2010年に発売された『そよ風の贈りもの〜25周年記念盤』は、曲順・ジャケット共にアメリカ盤に準じた形で統一された。

## 反響
アメリカの『ビルボード』では、Billboard 200とR&Bアルバム・チャートの両方で1位を獲得。1985年6月にはRIAAによってゴールドディスクに認定され、同年8月にはプラチナディスクに認定された。その後も売り上げを伸ばして、1999年7月には13×プラチナに認定された。また、ヒューストンが死去した直後の2012年2月、Billboard 200で9位に再浮上している。
ノルウェーのアルバム・チャートでは、1986年の第10週から第18週にかけて9週連続で1位を獲得し、第21週にも1位に返り咲いた。イギリスでは1985年12月14日付の全英アルバムチャートに初登場し、合計119週チャート・インして最高2位を記録。ニュージーランドでは1985年6月30日付のアルバム・チャートに22位で初登場し、1986年には合計3週にわたり3位を記録して、1987年10月11日までに合計103週トップ50入りした。
日本のオリコンLPチャートでは、初回盤LPが76週チャート・インして最高4位を記録。また、1992年12月16日に発売された再発CD（カタログ番号：BVCA-158）は、オリコンチャートで最高66位を記録している。

## 評価
第28回グラミー賞では、本作が最優秀アルバム賞にノミネートされ、「そよ風の贈りもの」で最優秀女性R&Bボーカル・パフォーマンス賞に、「すべてをあなたに」で最優秀女性ポップ・ボーカル・パフォーマンス賞にノミネートされた。そして、最終的には最優秀女性ポップ・ボーカル・パフォーマンス賞を受賞した。また、第29回グラミー賞では「グレイテスト・ラヴ・オブ・オール」で最優秀レコード賞にノミネートされたが、受賞は果たせなかった。
『ローリング・ストーン』誌が選出した「オールタイム・グレイテスト・アルバム500」では249位、同誌が選出した「オールタイム・ベスト・デビュー・アルバム100」では84位にランク・インした。

## 収録曲

### 日本盤
1. 恋は手さぐり - "How Will I Know" (George Merrill, Shannon Rubicam, Narada Michael Walden) – 4:37
  - プロデュース：ナラダ・マイケル・ウォルデン
2. オール・アット・ワンス - "All at Once" (Jeffrey Osborne, M. Masser) – 4:29
  - プロデュース：マイケル・マッサー
3. やさしくマイ・ハート - "Take Good Care of My Heart" (Peter McCann, Steve Dorff) – 4:21
  - プロデュース：ジャーメイン・ジャクソン
4. グレイテスト・ラヴ・オブ・オール - "Greatest Love of All" (Linda Creed, Michael Masser) – 4:55
  - プロデュース：マイケル・マッサー
5. ホールド・ミー - "Hold Me" (L. Creed, M. Masser) – 6:05
  - プロデュース：マイケル・マッサー
6. そよ風の贈りもの - "You Give Good Love" (LaLa) – 4:36
  - プロデュース：カシーフ
7. シンキング・アバウト・ユー - "Thinking About You" (Kashif, LaLa) – 5:28
  - プロデュース：カシーフ
8. サムワン・フォー・ミー - "Someone for Me" (Raymond Jones, Freddie Washington) – 5:01
  - プロデュース：ジャーメイン・ジャクソン
9. すべてをあなたに - "Saving All My Love for You" (Gerry Goffin, M. Masser) – 4:01
  - プロデュース：マイケル・マッサー
10. 夢の中のふたり - "Nobody Loves Me Like You Do" (James P. Dunne, Pamela Phillips) – 3:46
  - プロデュース：ジャーメイン・ジャクソン

### アメリカ盤
1. そよ風の贈りもの - "You Give Good Love" (LaLa) – 4:36
2. シンキング・アバウト・ユー - "Thinking About You" (Kashif, LaLa) – 5:28
3. サムワン・フォー・ミー - "Someone for Me" (Raymond Jones, Freddie Washington) – 5:01
4. すべてをあなたに - "Saving All My Love for You" (Gerry Goffin, Michael Masser) – 4:01
5. 夢の中のふたり - "Nobody Loves Me Like You Do" (James P. Dunne, Pamela Phillips) – 3:46
6. 恋は手さぐり - "How Will I Know" (George Merrill, Shannon Rubicam, Narada Michael Walden) – 4:37
7. オール・アット・ワンス - "All at Once" (Jeffrey Osborne, M. Masser) – 4:29
8. やさしくマイ・ハート - "Take Good Care of My Heart" (Peter McCann, Steve Dorff) – 4:21
9. グレイテスト・ラヴ・オブ・オール - "Greatest Love of All" (Linda Creed, M. Masser) – 4:55
10. ホールド・ミー - "Hold Me" (L. Creed, M. Masser) – 6:05

#### 25周年記念盤ボーナス・トラック
1. シンキング・アバウト・ユー - "Thinking About You (Bruce Forest Dance Remix)" (Kashif, LaLa) – 7:16
2. サムワン・フォー・ミー - "Someone for Me (Alan "The Judge" Coulthard Remix)" (R. Jones, F. Washington) – 7:25
3. 恋は手さぐり - "How Will I Know (Acappella)" (G. Merrill, S. Rubicam, N. M. Walden) – 4:00
4. 恋は手さぐり - "How Will I Know (John "Jellybean" Benitez Remix)" (G. Merrill, S. Rubicam, N. M. Walden) – 6:32
5. グレイテスト・ラヴ・オブ・オール - "Greatest Love of All (Live from the Arista Records 15th Anniversary Celebration,1990)" (L. Creed, M. Masser) – 7:06

#### 25周年記念盤ボーナスDVD
1. ホイットニー・ヒューストン&クライヴ・デイヴィス インタビュー - "Conversations with Whitney Houston and Clive Davis"
2. ホーム - "Home (Premiere TV Performance from "The Merv Griffin Show",1983)"
3. アイ・アム・チェンジング -  "I Am Changing (Live from the Arista Records 10th Anniversary Celebration,1985)"
4. そよ風の贈りもの - "You Give Good Love (Live from the 1st Annual Soul Train Awards,1987)"
5. そよ風の贈りもの - "You Give Good Love (Promo Music Video)"
6. すべてをあなたに - "Saving All My Love for You (Promo Music Video)"
7. 恋は手さぐり - "How Will I Know (Promo Music Video)"
8. グレイテスト・ラヴ・オブ・オール - "Greatest Love of All (Promo Music Video)"